# Breuvannes-en-Bassigny
Breuvannes-en-Bassigny is een gemeente in het Franse departement Haute-Marne (regio Grand Est) en telt 750 inwoners (1999). De plaats maakt deel uit van het arrondissement Chaumont.

## Geografie
De oppervlakte van Breuvannes-en-Bassigny bedraagt 48,5 km², de bevolkingsdichtheid is 15,5 inwoners per km².
De onderstaande kaart toont de ligging van Breuvannes-en-Bassigny met de belangrijkste infrastructuur en aangrenzende gemeenten.

## Demografie
Onderstaande figuur toont het verloop van het inwonertal (bron: INSEE-tellingen).

1. ↑  Populations de référence 2022.